# Viola Hambidge
Viola Hambidge, född 15 juli 2006, är en estländsk kortdistans- och häcklöpare som främst tävlar i 400 meter häck.

## Karriär
Hambidge gjorde internationell mästerskapsdebut vid U18-EM 2022 i Jerusalem där hon slutade på sjätte plats i sjukamp med 5472 poäng. Hon tog sedan silver vid European Youth Olympic Festival 2022 i Banská Bystrica med 5 383 poäng. Följande år tävlade Hambidge för Estland i andradivisionen vid Europeiska lagmästerskapen 2023 i Chorzów, vilket även var en del av europeiska spelen 2023. Hon slutade där på fjärde plats i B-finalen på 400 meter efter ett lopp på 55,22 sekunder samt var en del av det estländska laget som vann B-finalen på 4×400 meter mixedstafett på tiden 3.19,47. Därefter slutade Hambidge på fjärde plats i sjukamp vid European Youth Olympic Festival 2023 i Maribor med 5 578 poäng samt var en en del av det estländska laget som slutade på fjärde plats på 1 000 meter sprintstafett på tiden 2.09,06.
År 2024 tävlade Hambidge vid U20-VM i Lima, där hon blev utslagen i semifinalen på  400 meter häck efter ett lopp på 58,91 sekunder. Följande år tävlade Hambidge för Estland i andradivisionen vid Europeiska lagmästerskapen 2025 i Maribor, där hon var en del av laget som slutade på sjätte plats på 4×400 meter mixedstafett på tiden 3.24,10. Hambidge tog sedan brons på 400 meter häck vid U20-EM 2025 i Tammerfors efter ett lopp på 56,71 sekunder.
Hambidge har blivit estländsk mästare två gånger på 400 meter (2024 och 2025), en gång på 400 meter häck (2024) och en gång på 1 000 meter sprintstafett (2024). Hon har även blivit inomhusmästare en gång på 400 meter (2025).

## Personliga rekord
- 400 meter: 54,08 s, 29 juni 2024 i Tallinn
  - 400 meter (inomhus): 55,64 s, 15 februari 2025 i Tallinn
- 400 meter häck: 56,71 s, 9 augusti 2025 i Tammerfors (estländskt U20-rekord)